# Suta

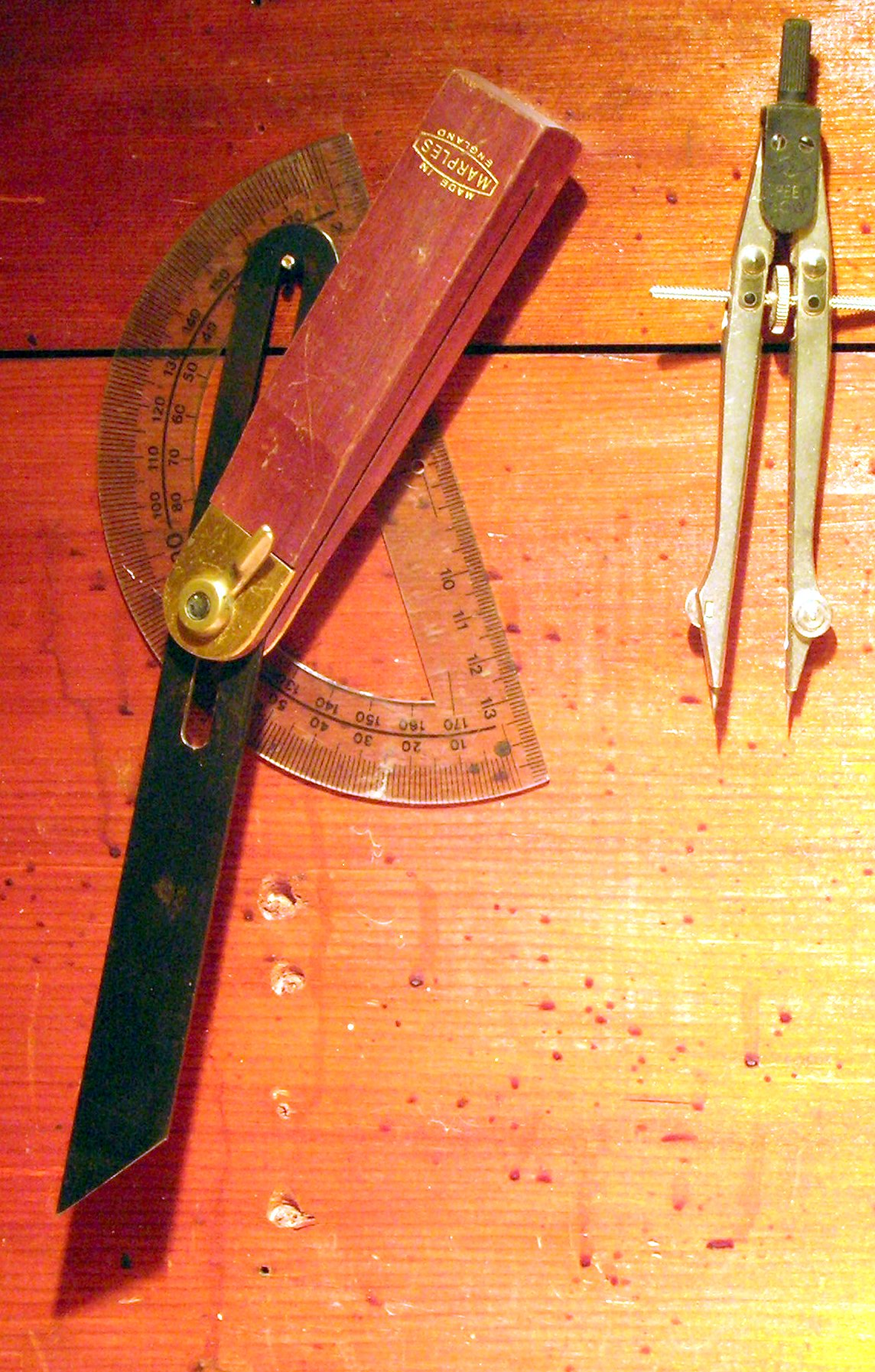
Uma suta com um compasso e um transferidor

Uma suta é um instrumento ajustável utilizado para medir e traçar ângulos. A haste é geralmente feita de madeira ou plástico e é conectada a uma lâmina de metal através de um parafuso borboleta ou uma porca borboleta. Com a suta é possível transportar ângulos de uma peça a outra - uma possibilidade muito útil quando produzimos peças para encaixe como na marcenaria ou carpintaria. 

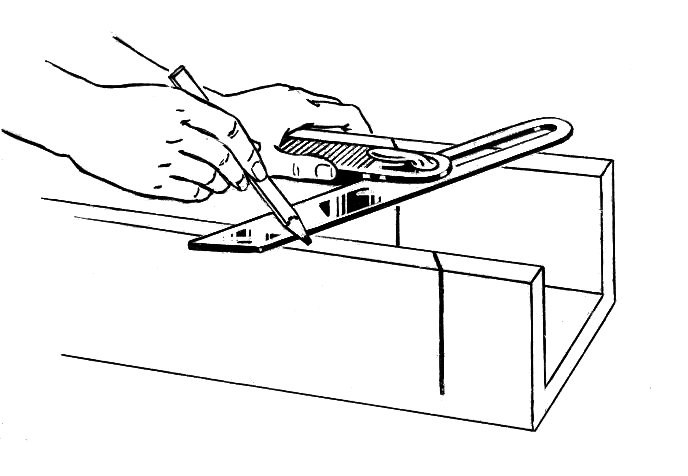
Uma suta em uso